# Витебская государственная академия ветеринарной медицины
Витебская ордена «Знак Почёта» государственная академия ветеринарной медицины (бел. Віцебская дзяржаўная акадэмія ветэрынарнай медыцыны) — высшее учебное заведение, расположенное в городе Витебске, Республика Беларусь.

## История
УО «Витебская ордена „Знак Почёта“ государственная академия ветеринарной медицины» (ВГАВМ) до 1 октября 1994 года была известна как Витебский ордена «Знак Почёта» ветеринарный институт имени Октябрьской революции. В январе 1995 года ректором ВГАВМ утверждён Анатолий филимонович Могиленко
В 1996 году на факультете ветеринарной медицины введены 2 специализации: по ветеринарно-санитарной экспертизе и по токсикологии, в 1997 году — по ветеринарной бактериологии, а в 1998 году — по ветеринарной гинекологии и биотехнике размножения, с 2001 года — по болезням птиц, рыб и пчёл.
За время своего существования (1924—2011 гг.) ВУЗ обучил свыше 30 тыс. специалистов.
Главный корпус академии располагается в бывшем здании Крестьянского банка.

## Структура
В её составе: 5 факультетов, 28 кафедр, аграрный колледж, филиалы в гг. Речица и Пинск, научно-исследовательский институт прикладной ветеринарной медицины и биотехнологии, Республиканская лаборатория информационных технологий. Сегодня в академии работают 171 кандидат, 23 доктора наук.

## Факультеты
В составе академии существует 4 факультета:
- Ветеринарной медицины — является ведущим подразделением академии. В его состав входят 18 кафедр, 7 клиник, виварий, ветеринарная лечебница.
- Биотехнологический — факультет функционирует с 1933 года. Основной его производственной базой являются базовые хозяйства, племпредприятия области, животноводческие комплексы.
- Повышения квалификации и переподготовки кадров — создан в 1966 году. Основной его задачей является повышение квалификации и переподготовка специалистов ветеринарного и зоотехнического профиля.
- Международных связей, профориентации и довузовской подготовки - образован в октябре 1963 года, именовался он факультетом общественных профессий.

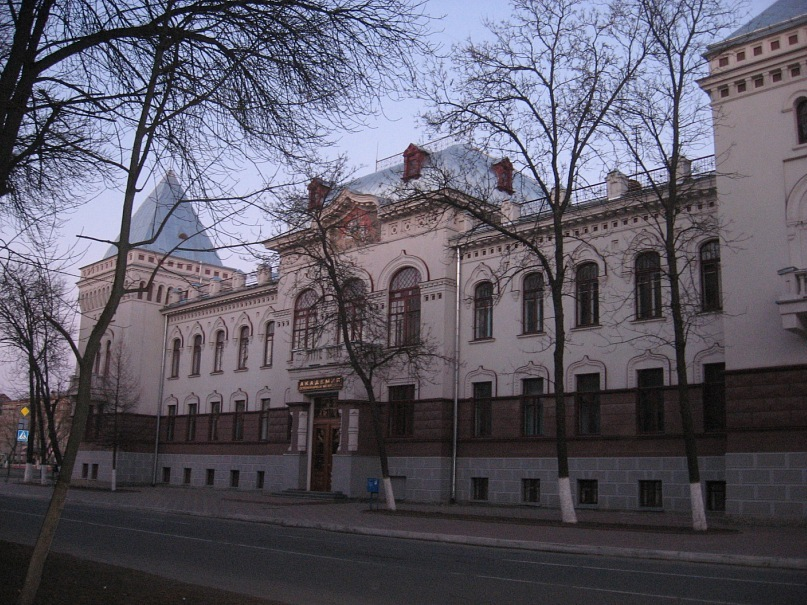
Главный корпус ВГАВМ

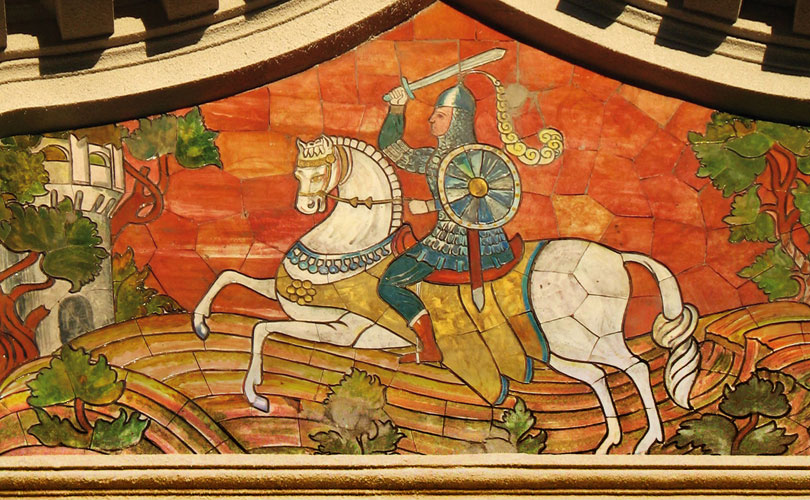
Погоня на здании академии

## Научная и педагогическая деятельность
В настоящее[когда?] время в академии работают 355 преподавателей, среди них 190 кандидатов и 26 докторов наук. Всего в академии по очной и заочной формам обучается более 5 500 студентов. На факультете повышения квалификации и переподготовки кадров повышают свой профессиональный уровень специалисты агропромышленного комплекса, а также проходят профессиональную переподготовку по 9 специальностям ветеринарного профиля.

## Достижения
В течение последних трех лет учеными академии создано 140 ветеринарных препаратов, разработано более 150 рекомендаций и инструкций, получено более 30 патентов, защищено 28 диссертаций, из которых 1 докторская. Ежегодно академия значительными тиражами издает более 140 наименований печатной продукции — учебники, учебные пособия, монографии и справочники.